# Rhian O'Sullivan
Rhian O'Sullivan geboortenaam: Edwards (Swansea, 20 januari 1981) is een Welsh dartspeelster die uitkomt voor de WDF.
Edwards was kwartfinalist in de Women's Winmau World Masters in 2009. Zij kwalificeerde zich voor haar eerste BDO World Professional Darts Championship in 2010. Ze versloeg Julie Gore met 2–0 in de kwartfinale en Karen Lawman met 2–0 in de halve finale. In de finale werd ze met 2–0 door Trina Gulliver verslagen. In 2011 haalde ze wederom de finale van de World Professional Darts Championship na overwinningen op Gore in de kwartfinale en Deta Hedman in de halve finale. Ze werd met 2–0 door Gulliver voor de tweede finale op rij verslagen. In 2012 verloor ze in de kwartfinale van het World Professional Darts Championship. Ze verloor van de als eerste geplaatste Deta Hedman met 2–1. In 2025 schreef O'Sullivan het Dutch Open op haar naam. In de finale versloeg ze Lerena Rietbergen.

## Buiten darten
Edwards is geen fulltime professioneel dartspeelster en werkt als verpleegkundige in een kinderdagverblijf.

## Gespeelde finales World Professional Darts Championship
- 2010: Rhian Edwards – Trina Gulliver (0–2)
- 2011: Rhian Edwards – Trina Gulliver (0–2)

## Resultaten op wereldkampioenschappen

### BDO
- 2010: Runner-up (verloren van Trina Gulliver met 0–2)
- 2011: Runner-up (verloren van Trina Gulliver met 0–2)
- 2012: Kwartfinale (verloren van Deta Hedman met 1–2)

### WDF

#### World Championship
- 2022: Halve finale (verloren van Kirsty Hutchinson met 2–3)
- 2023: Halve finale (verloren van Beau Greaves met 0–3)
- 2024: Laatste 16 (verloren van Lerena Rietbergen met 0–2)

#### World Cup
- 2009: Laatste 64 (verloren van Irina Armstrong met 3–4)
- 2011: Laatste 16 (verloren van Trina Gulliver met 3–4)
- 2013: Kwartfinale (verloren van Irina Armstrong met 3–5)
- 2015: Laatste 32 (verloren van Steffi Rennoch-Zwitkowitsch met 0–4)
- 2019: Laatste 32 (verloren van Deta Hedman met 3–4)
- 2023: Laatste 128 (verloren van Mayumi Ouchi met 1–4)

## Resultaten op de World Matchplay

### PDC Women’s
- 2023: Kwartfinale (verloren van Robyn Byrne met 3-4)
- 2024: Kwartfinale (verloren van Lisa Ashton met 1-4)